# Aeroporto de Bacacheri
O Aeroporto de Bacacheri está situado no município de Curitiba, estado do Paraná, Brasil, e atende a movimentação de pequenas e médias aeronaves executivas. É também sede do Aeroclube do Paraná, que tem como principal função a formação de pilotos.

## História
No início da década de 1930, no bairro curitibano do Bacacheri, foi estabelecida uma base aérea militar na área do antigo Colégio Agrícola Estadual, que já possuía uma pista para pouso e decolagens. Em 1942 passou a ser integrado como propriedade do Ministério da Aeronáutica.
Em 31 de março de 1980, devido a ampla utilização por aeronaves civis, a administração da Base Aérea de Bacacheri passou a ser de responsabilidade da Infraero, sendo a partir de então denominado de Aeroporto de Bacacheri.
Em abril de 2021, o governo federal levou a leilão o aeroporto. Nesta ocasião, a Companhia de Participações em Concessões - CPC, do grupo Grupo CCR, arrematou um lote de quatros aeroportos do Paraná, composto pelo Aeroporto de Bacacheri, Aeroporto Internacional Afonso Pena, em São José dos Pinhais, Aeroporto Internacional das Cataratas, em Foz do Iguaçu, e o Aeroporto Governador José Richa, em Londrina. O contrato entre a Anac e a CPC tem prazo de 30 anos.

## Shows aéreos
O aeroporto de Bacacheri é utilizado pela Esquadrilha da Fumaça, em apresentações anuais.
Juntamente com estes eventos, também é liberada ao público a exposição de aeronaves, plastimodelismo, apresentações de rapel, nas quais são utilizados helicópteros para demonstração e ainda apresentações de paraquedismo.

## Dados técnicos
- Curitiba - BFH/SBBI
- Nome do Aeroporto: Bacacheri
- Endereço: Rua Cicero Jaime Bley - S/N - Bairro Bacacheri
- Administração: CCR Aeroportos
- Telefone: 41 3256 1441 (Aeroporto)
- Dimensões da pista: 1390x30m
- Quantidade de pousos e decolagens: 1703 mês
- Altitude: 932m
- Revestimento da pista: asfalto
- Opera com linha aérea regular? não
- Opera por instrumentos? Sim -> VOR (Z e Y) / NDB / VOR (DME Z e Y)
- Conta com hangares especializados em manutenção de aeronaves, todos certificados com o CHETA pela ANAC (Helisul Aviação, Aeromecânica, Táxi Aéreo Hércules, entre outros).
- Opera no período noturno? Sim, até às 22h (horário de Brasília).
- Designativo das cabeceiras: 18/36
- Resistência da pista: 21/F/B/X/T
- Coordenadas geográficas: 25º24'12"S/049º14'01"W
- Frequência torre: 118.90 MHz
- Frequência solo: 121.80 MHz (funcionando entre 1600 e 2100)
- Frequência ATIS: 132.325 MHz